# Széchenyi tér (Sopron)
A Széchenyi tér Sopron belvárosában fekszik, ahol számos műemléket és műemlék jellegű épületet egyaránt találhatunk.
A téren eredetileg egy tó állt, melyet Két-pék tónak neveztek, ugyanis itt fürdették meg azokat a pékeket, akik nem megfelelő méretű és súlyú kenyeret adtak el. A tavat 1828-ban csapolták le és elkezdődött a tér kiépítése.
Ilyen például a Széchenyi palota, a postapalota, a domonkos templom és kolostor, a Berzsenyi Dániel Evangélikus Gimnázium (Líceum) épülete, a Liszt Ferenc Konferencia- és Kulturális Központ stb.